# Tieguanyin

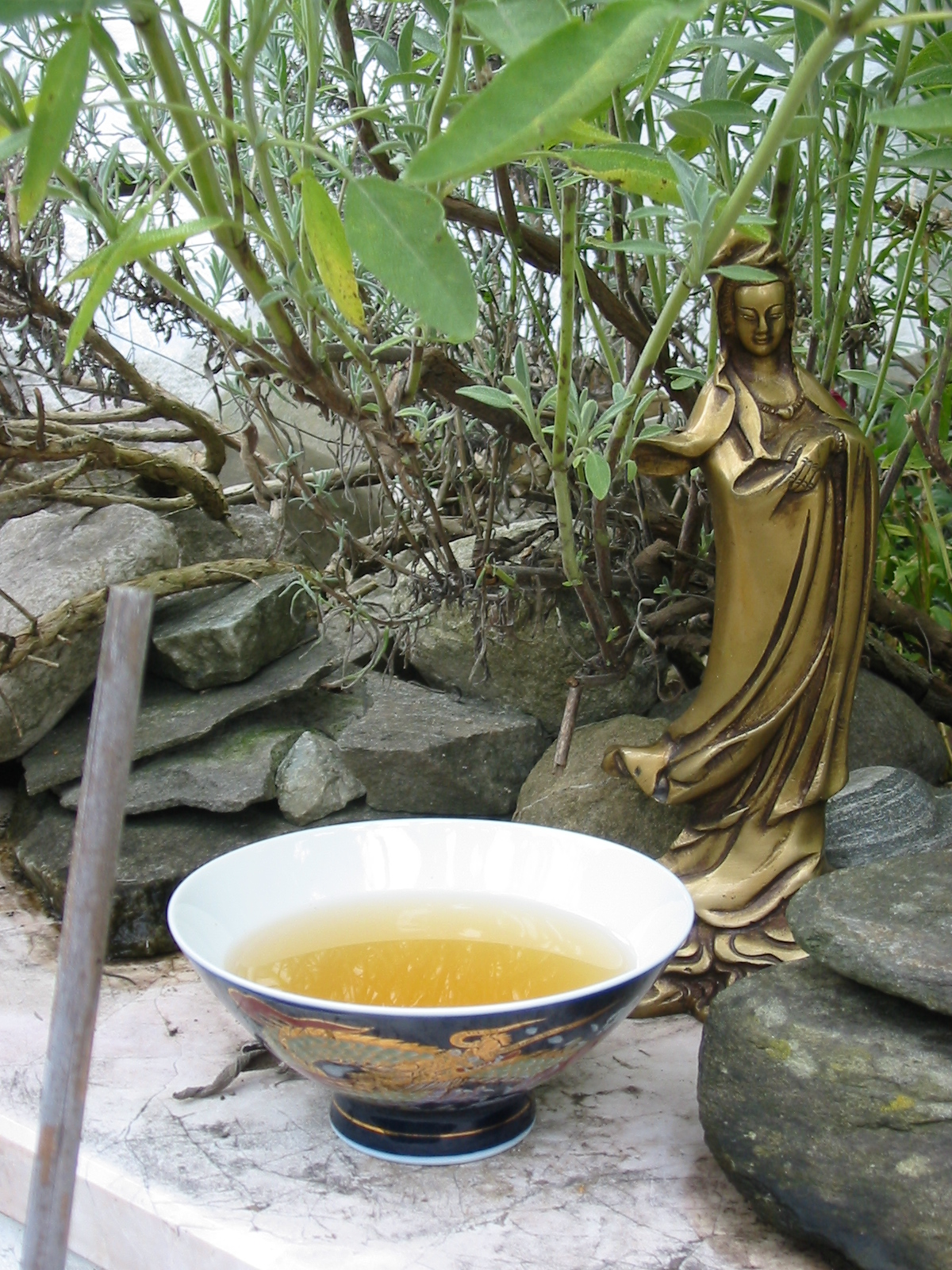
Guanyin blickt auf ihr Geschenk

Tieguanyin (chinesisch 鐵觀音 / 铁观音, Pinyin tiě guānyīn, W.-G. t’ieh-kuan-yin, auch Te Kwan Yin, Tie Guanyin, Tin Kuan Yin, Ti Kuan Yin und andere Schreibweisen sind gebräuchlich) bezeichnet eine Varietät der Teepflanze Camellia sinensis aus der im Südosten Chinas gelegenen Küstenprovinz Fujian. Das aus dieser Pflanze gewonnene Teeblatt sowie das daraus hergestellte Aufgussgetränk können ebenfalls gemeint sein.
Auch auf Taiwan wird Tieguanyin kultiviert, aber dort wird die Bezeichnung losgelöst von der bestimmten Pflanzenvarietät für jeglichen Tee verwandt, der nach dem in seinen Ausführungsdetails sehr speziellen Herstellungsverfahren behandelt wurde.

## Herstellung und Handelssorten

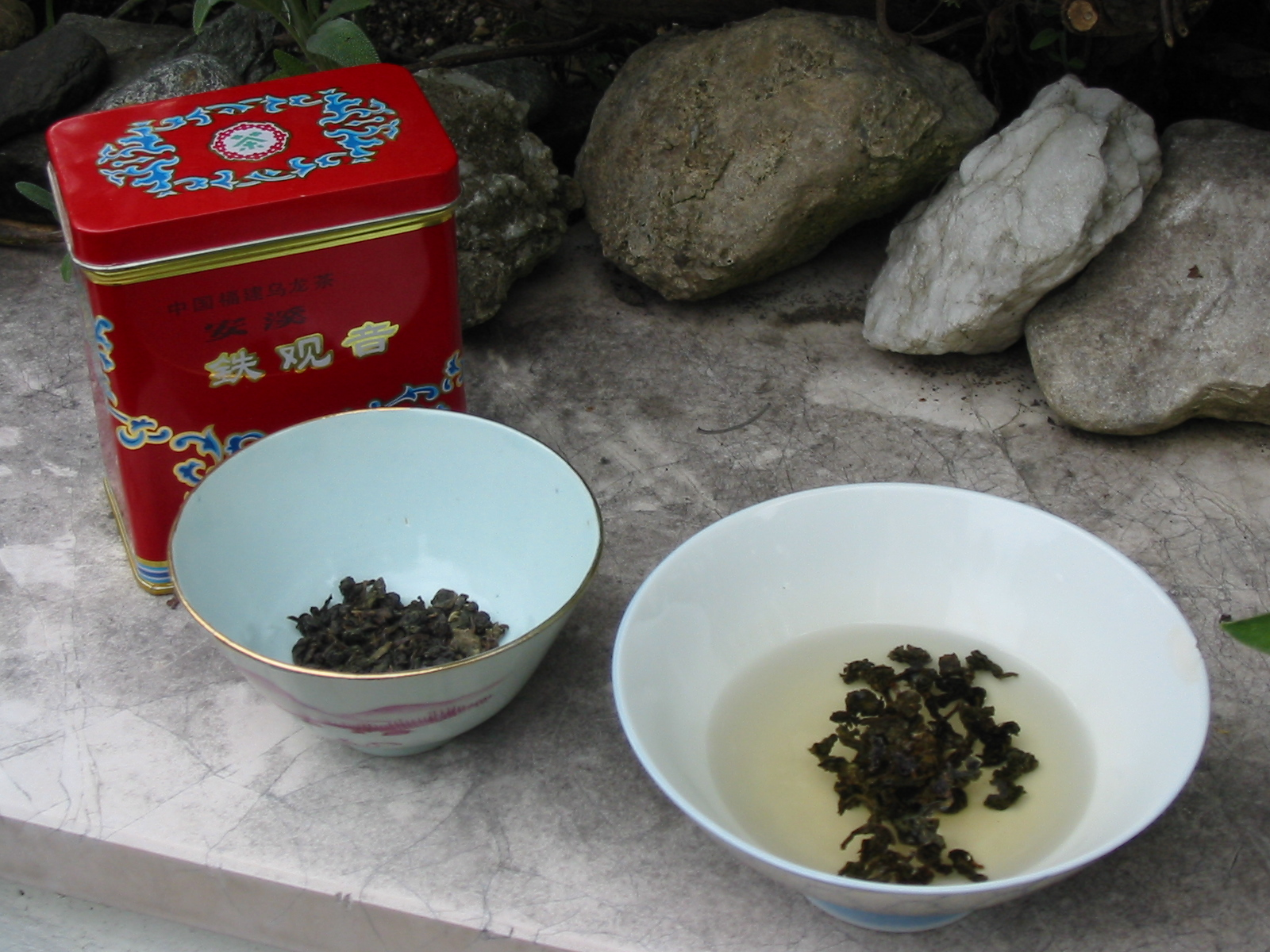
Tieguanyin-Blätter

Tieguanyin-Tee wird traditionell ausschließlich als Oolong produziert, indem die Fermentierung der nur sehr schonend mit der Hand gerollten Blätter durch sanftes Darren in Röstpfannen abgebrochen wird. Die vollständig getrockneten, aufgussbereiten Blätter werden in unterschiedlichen Qualitätsstufen gehandelt. Zu den leicht erkennbaren, gemeinsamen Merkmalen der Blätter aller wenigstens mittleren Qualitäten dieser Teesorte gehört die deutlich gekrümmte Form der sehr dichten, schweren und auffallend großen Blätter. Typisch samtig schwarze Farbe unterscheidet den außerordentlich stark gerösteten Tieguanyin aus Taiwan von der in frischem Grün präsentierten Sorte aus seiner ursprünglichen Heimat Anxi in Quanzhou. Bei besonders sorgfältig und fachmännisch gerollten und gedarrten Blattknäueln erkennt man nur an den vorspringenden Knickstellen und Falten, an denen oxidierbarer Saft austrat, und die beim Darren die heiße Pfanne berührten, deutlich braunschwarze Spuren der Fermentation und des Röstvorgangs. Die Oberfläche der schönsten Blattqualitäten ähnelt in ihrer Strukturierung einem Walnusskern.
Der Tieguanyin wird viermal im Jahr, zu jeder Jahreszeit, geerntet. Im Gegensatz zu vielen anderen Teesorten zählt nicht die Frühlings-, sondern die Herbsternte, aufgrund des am stärksten ausgeprägten Aromas und Geschmacks, zu den gefragtesten. Auch der tatsächliche Anbauort des Tieguanyins in seiner ursprünglichen Heimat und gleichzeitig der Teehauptstadt Chinas, dem Kreis und der Stadt Anxi in Quanzhou, spielt bei der Preisgestaltung eine wichtige Rolle. Der Tee aus den Großgemeinden Xiping und Gande ist am beliebtesten. Für die feinsten unter den auch außerhalb Chinas angebotenen Qualitäten aus dem Süden Fujians erzielen international tätige Teehandelshäuser Einzelhandelspreise bis zu 500 US-Dollar je Kilogramm (2006).
Während in China streng darauf geachtet wird, ausschließlich Lesegut von Tieguanyin-Pflanzen (Camellia sinensis) für den einzigartigen Herstellungsprozess des Tieguanyin-Tees zu verwenden, bezeichnen die Bewohner Taiwans Tee beliebiger Teepflanzen als Tieguanyin, wenn er nur Blatt für Blatt mit der Hand gerollt, halbfermentiert und in der Pfanne charakteristisch gedarrt wurde.

## Zubereitung und Aroma

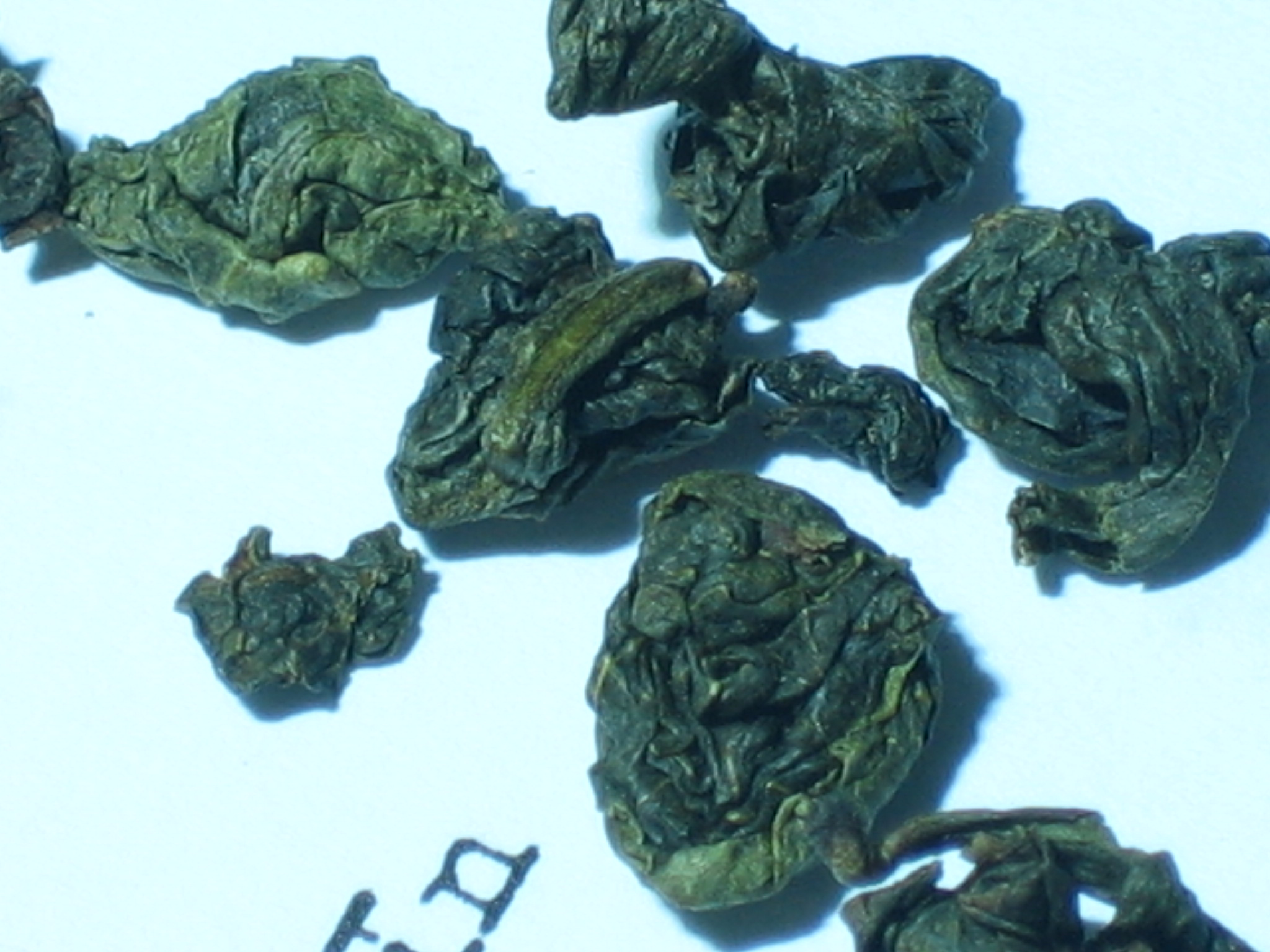
Tieguanyin-Blätter aus der Nähe

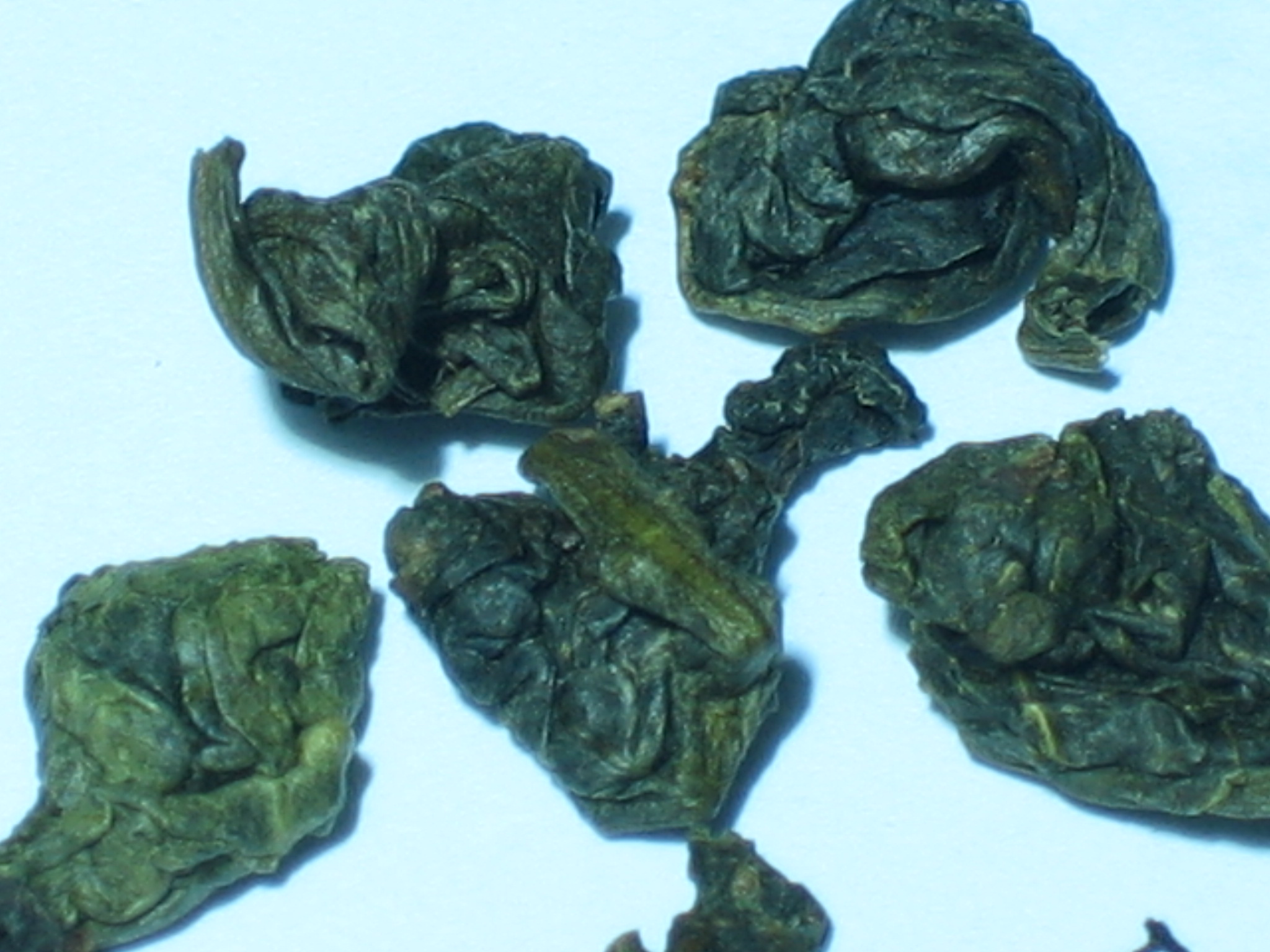
Tieguanyin-Blätter aus anderem Winkel

Der ungewöhnlich milde und weiche Charakter des Tieguanyin entfaltet sich nur, wenn einige einfache Regeln beim Zubereiten beachtet werden. Hoher Kalkanteil im Wasser führt zu bröselartigen Ausflockungen im Aufguss, die, ähnlich wie bei feinem Blatt-Tee aus Darjeeling, als störende Rauhigkeiten auf der Zunge und am Gaumen in den Vordergrund treten und den Genuss verderben. Frisches, weiches Quell- oder Brunnenwasser eignet sich am besten. Es wird kurz aufgekocht und anschließend zum Abkühlen auf etwa 80 bis 90 Grad Celsius stehen gelassen, ehe es über die Teeblätter gegossen wird. Brüht man Tieguanyin mit kochendem Wasser, entsteht ein zu harter Aufguss, dem einige zarte Komponenten dieses halbfermentierten Tees zu fehlen scheinen. Die Temperatur darf aber auch nicht so niedrig sein, wie für grüne Tees zwingend (ca. 60 Grad Celsius, da sich bei höheren Temperaturen die unfermentierten Gerbsäuren und anderen Bitterstoffe in unverhältnismäßig hohem Anteil lösen und das grüne Getränk aus seinem Gleichgewicht drängen). Ein zu kühl gebrühter Tieguanyin schmeckt wässrig, flach oder fade.
Je mehr Platz die Blätter des Tieguanyin im Ziehgefäß finden, um sich während des Ziehens entrollen zu können, desto feiner und zugleich komplexer entfaltet sich ihr Aroma. Auch hier erntet man nur dann ausgewogene Ergebnisse, wenn man den hohen Platzbedarf handwerklich gefertigter Tieguanyin-Blätter während des Ziehens beachtet.
Wie beinahe jeder Oolong kann und sollte Tieguanyin mehrmals aufgegossen werden. Die Sitte, Oolong und grünen Tee jeweils nur einmal aufzugießen, wird in der chinesischen Teekultur als Unart bezeichnet: Dadurch entgingen dem Unkundigen die tiefen Einsichten über die Entwicklung, die Reifung und schließlich die Transformation des Geschmacks. Wer die Geduld aufbringt, dem Tieguanyin ausreichend Zeit und Raum für die notwendige Nachfermentierung in der Kanne zu gewähren, wird durch großen Genuss belohnt.

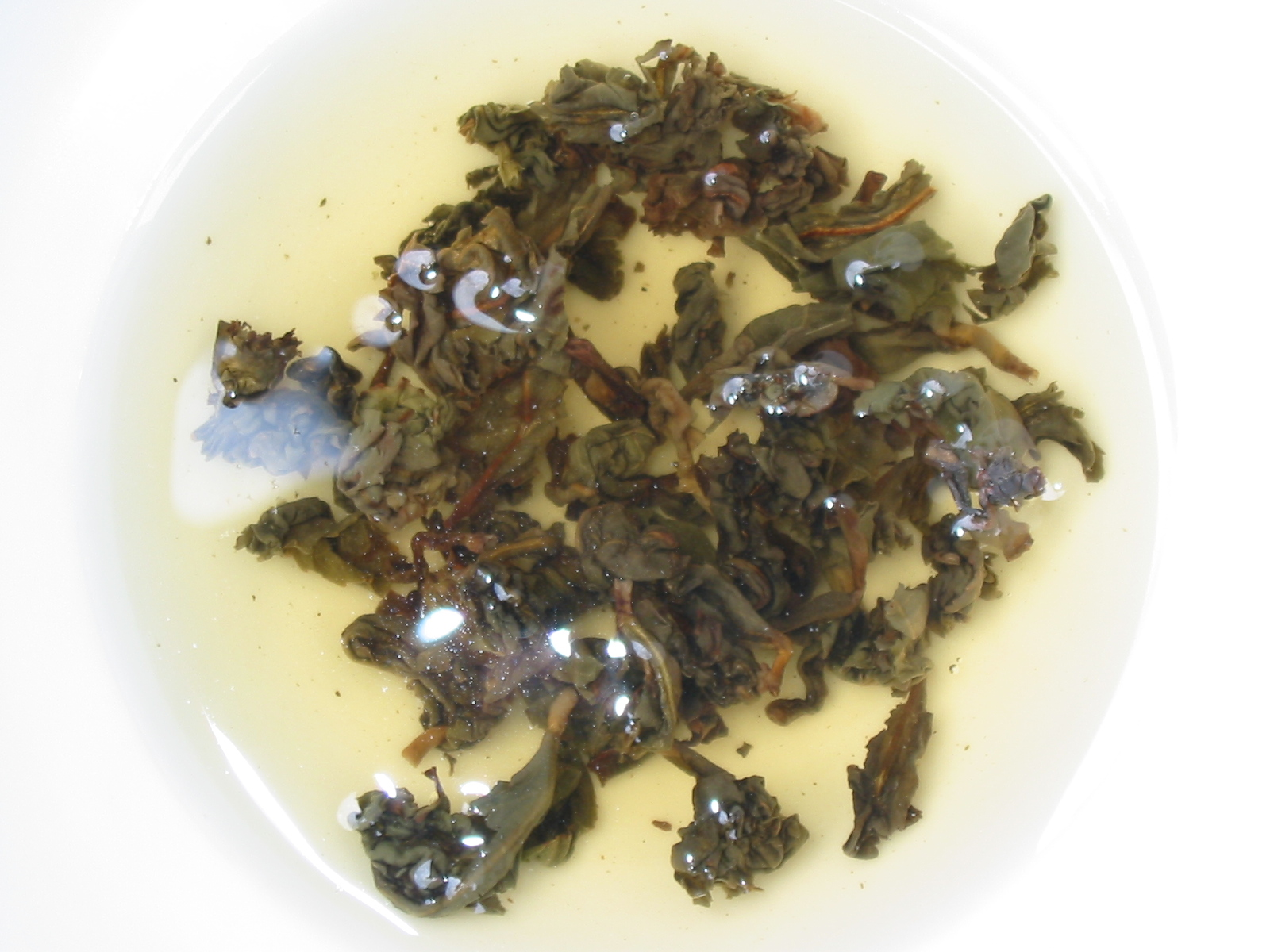
Tieguanyin-Blätter entrollen sich im Aufguss

Richtig zubereiteter Tieguanyin weist ein Aroma von hohem Wiedererkennungswert auf. Ein gelungener, erster Aufguss enthält ein leichtes Übergewicht an flüchtigen Säuren und Phenolen, das sich als starker, markanter Duft mitteilt. Die Nase des zweiten Aufgusses wirkt abgeschwächt, während sich das Aroma im Mund als voller, geradezu körperlicher Geschmack manifestiert und noch Minuten nach dem Schlucken präsent wirkt.
Tieguanyin-Tee steht in Ruf, ein Aphrodisiakum zu sein. Anbieter dieses Tees beschreiben seinen Geschmack meist zurückhaltend als weich oder gar luftig, rühmen aber den intensiven und lange anhaltenden Nachgeschmack.
Serviert werden sollte Tieguanyin stets in dünnwandigen Schalen aus Porzellan, deren Wände relativ flach ansteigen.
Bei vielen Qualitäten aus Taiwan steht der starke Röstcharakter der Blätter sehr weit im Vordergrund, sodass die für Tieguanyin spezifischen, geschmacklichen Reize zurückgedrängt oder völlig überdeckt werden.

## Namensherkunft
Der Name des Tees leitet sich ab von 鐵 / 铁,  tiě „Eisen“, „eisern“ und 觀音 / 观音,  guānyīn Guanyin, , dem in China weiblich erscheinenden Bodhisattva des Mitgefühls, Avalokiteshvara.
Ob sich Tin (eine Lautungsvariante zu 鐵 / 铁,  tiě) als erster Begriff einer der Teebezeichnungen auf die Farbe des Aufgusses oder auf das Material einer Statue Guanyins bezieht, kann heute nicht mehr sicher festgestellt werden (Lit.: Blofeld).

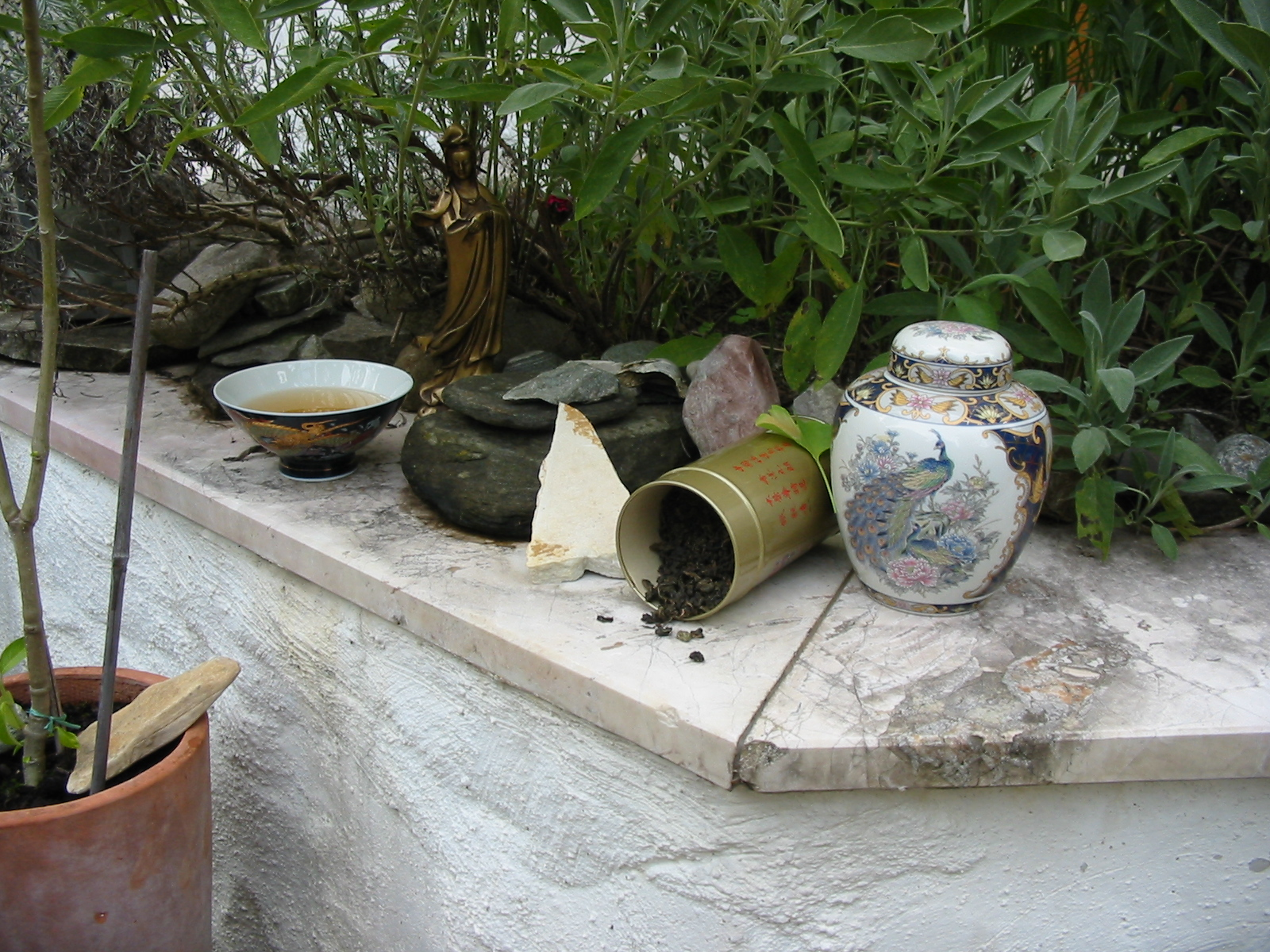
Guanyin inmitten einer lebendigen Botschaft

Interessanter als die Frage nach dem Ursprung des Namensbestandteils ‚Tie’ (oder ‚Tin’) erscheint die völlig unstrittige Zuordnung dieses auffallend eigentümlichen Tees zur „Göttin“ Guanyin.
Nach einer Legende wurde Tieguanyin den Menschen von der „Göttin“ (eigentlich: Bodhisattva) Guanyin geschenkt. Guanyin belohnte demnach einen armen Bauern aus der Provinz Fujian für dessen freiwillig erbrachte Hausmeisterdienste an ihrem Tempel und insbesondere an ihrer Eisenstatue darin. Die „Göttin“ teilte dem Mann in dessen Traum mit, dass sie einen Schatz hinter dem Tempel für ihn bereithalte, den er bergen und mit seinen Nachbarn teilen solle. Der Bauer fand lediglich einen kleinen Teebusch dort, grub ihn aus und pflegte ihn in seinem winzigen Garten. Er vermehrte den Busch vegetativ und brachte die Ableger seinen Nachbarn. Ein berittener Händler erkannte später in dem freilich auch auf ganz besondere Weise hergestellten Tee von diesen Sträuchern dessen Vermarktungspotenzial und verhalf damit dem ganzen Dorf zu Wohlstand auf der Grundlage des Teehandels mit dem Geschenk der Guanyin. 
Bei der Mystifizierung dieses Tees wird Bezug genommen auf die Gottheit, die entsprechend der großen Bereitschaft des Buddhismus für Adaptionen charakteristische Wesenszüge der christlichen Madonna Maria Mutter Gottes trägt. Bisher wurde in diesem Zusammenhang nur selten die volkstümliche Verwendung des Namens der „Göttin“ als Synonym für das weibliche Geschlecht diskutiert. 
Eine triviale Erklärung für die Verknüpfung Guanyins mit diesem Tee findet man in der Zuordnung der heiligen Tiere zu Gottheiten. Tieguanyin wird als einer der begehrtesten Oolongs mit dem durchaus üblichen Qualitätsattribut „schwarzer Drache“ belegt und Drache ist das Tier der „Göttin“ Guanyin. Als Vorteil dieser Erklärung wird empfunden, dass man keinen Konsens über die delikate Frage zu finden braucht, ob Tieguanyin nach etwas schmeckt, das im chinesischen Volksmund als Guanyin bezeichnet wird.